# روجر جاكسون (لاعب كرة قدم أمريكية)
روجر جاكسون (بالإنجليزية: Roger Jackson)‏ هو لاعب كرة قدم أمريكية أمريكي، ولد في 19 أغسطس 1989 في لويزيانا في الولايات المتحدة.